# Final del Grand Prix de patinaje artístico sobre hielo

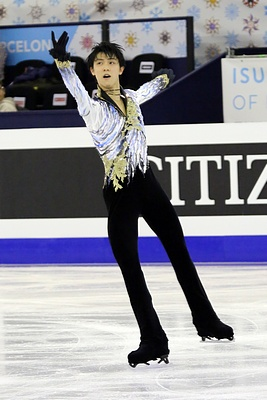
Yuzuru Hanyu en un momento de su participación en el Grand Prix. 4 veces campeón

La final del Grand Prix de patinaje artístico sobre hielo es una competición internacional de nivel sénior que culmina la serie del Grand Prix, celebrada anualmente. La competición se conocía desde sus comienzos hasta 1998 como la final de la Serie de Campeones.
Los patinadores compiten en las categorías de patinaje individual masculinos, femenino, de parejas y danza sobre hielo. Hay seis competidores o parejas en cada categoría, calificados para la final en función del número de puntos conseguidos en las competiciones de la serie: Skate America, Skate Canada International, Trofeo Éric Bompard, Copa de China, Copa de Rusia y Trofeo NHK.
Las reglas de la competición cambian a veces de un año a otro. En los últimos años, los patinadores realizan el programa corto o danza original en orden inverso a su clasificación. El orden para el programa largo y la danza libre es el inverso al de su clasificación en el programa corto o danza original, a diferencia de otros eventos, donde el orden se determina por sorteo aleatorio.

## Ganadores
| Año  | Lugar            | Hombres                               | Mujeres                               | Parejas                                | Danza                                   |
| ---- | ---------------- | ------------------------------------- | ------------------------------------- | -------------------------------------- | --------------------------------------- |
| 1995 | París            | Alekséi Urmánov                       | Michelle Kwan                         | Yevguéniya Shishkova / Vadim Naúmov    | Oksana Grishchuk / Yevgueni Plátov      |
| 1996 | Hamilton         | Elvis Stojko                          | Tara Lipinski                         | Mandy Wötzel / Ingo Steuer             | Shae-Lynn Bourne / Viktor Kraatz        |
| 1997 | Múnich           | Iliá Kulik                            | Tara Lipinski                         | Yelena Berezhnaya / Antón Sijarulidze  | Oksana Grishchuk / Yevgueni Plátov      |
| 1998 | San Petersburgo  | Alekséi Yagudin                       | Tatiana Malínina                      | Shen Xue / Zhao Hongbo                 | Anzhelika Krylova / Oleg Ovsiánnikov    |
| 1999 | Lyon             | Yevgueni Pliúshchenko                 | Irina Slútskaya                       | Shen Xue / Zhao Hongbo                 | Marina Anissina / Gwendal Peizerat      |
| 2000 | Tokio            | Yevgueni Pliúshchenko                 | Irina Slútskaya                       | Jamie Salé / David Pelletier           | Barbara Fusar-Poli / Maurizio Margaglio |
| 2001 | Kitchener        | Alekséi Yagudin                       | Irina Slútskaya                       | Jamie Salé / David Pelletier           | Shae-Lynn Bourne / Viktor Kraatz        |
| 2002 | San Petersburgo  | Yevgueni Pliúshchenko                 | Sasha Cohen                           | Tatiana Totmiánina / Maksim Marinin    | Irina Lobachova / Iliá Averbuj          |
| 2003 | Colorado Springs | Emanuel Sandhu                        | Fumie Suguri                          | Shen Xue / Zhao Hongbo                 | Tatiana Navka / Román Kostomárov        |
| 2004 | Pekín            | Yevgueni Pliúshchenko                 | Irina Slútskaya                       | Shen Xue / Zhao Hongbo                 | Tatiana Navka / Román Kostomárov        |
| 2005 | Tokio            | Stéphane Lambiel                      | Mao Asada                             | Tatiana Totmiánina / Maksim Marinin    | Tatiana Navka / Román Kostomárov        |
| 2006 | San Petersburgo  | Brian Joubert                         | Kim Yuna                              | Shen Xue / Zhao Hongbo                 | Albena Denkova / Maksim Staviski        |
| 2007 | Turín            | Stéphane Lambiel                      | Kim Yuna                              | Aliona Savchenko / Robin Szolkowy      | Oksana Dómnina / Maksim Shabalín        |
| 2008 | Goyang           | Jeremy Abbott                         | Mao Asada                             | Pang Qing / Tong Jian                  | Isabelle Delobel / Olivier Schoenfelder |
| 2009 | Tokio            | Evan Lysacek                          | Kim Yuna                              | Shen Xue / Zhao Hongbo                 | Meryl Davis / Charlie White             |
| 2010 | Pekín            | Patrick Chan                          | Alissa Czisny                         | Aliona Savchenko / Robin Szolkowy      | Meryl Davis / Charlie White             |
| 2011 | Quebec           | Patrick Chan                          | Carolina Kostner                      | Aliona Savchenko / Robin Szolkowy      | Meryl Davis / Charlie White             |
| 2012 | Sochi            | Daisuke Takahashi                     | Mao Asada                             | Tatiana Volosozhar / Maksim Trankov    | Meryl Davis / Charlie White             |
| 2013 | Fukuoka          | Yuzuru Hanyu                          | Mao Asada                             | Aliona Savchenko / Robin Szolkowy      | Meryl Davis / Charlie White             |
| 2014 | Barcelona        | Yuzuru Hanyu                          | Yelizaveta Tuktamýsheva               | Meagan Duhamel / Eric Radford          | Kaitlyn Weaver / Andrew Poje            |
| 2015 | Barcelona        | Yuzuru Hanyu                          | Yevguéniya Medvédeva                  | Kséniya Stolbova / Fiódor Klímov       | Kaitlyn Weaver / Andrew Poje            |
| 2016 | Marsella         | Yuzuru Hanyu                          | Yevguéniya Medvédeva                  | Yevguéniya Tarásova / Vladímir Morózov | Tessa Virtue / Scott Moir               |
| 2017 | Nagoya           | Nathan Chen                           | Alina Zaguítova                       | Aliona Savchenko/Bruno Massot          | Gabriella Papadakis / Guillaume Cizeron |
| 2018 | Vancouver        | Nathan Chen                           | Rika Kihira                           | Vanessa James / Morgan Ciprès          | Madison Hubbell / Zachary Donohue       |
| 2019 | Turín            | Nathan Chen                           | Aliona Kostornaya                     | Sui Wenjing / Han Cong                 | Gabriella Papadakis / Guillaume Cizeron |
| 2020 | Pekín            | Cancelada por la pandemia de COVID-19 | Cancelada por la pandemia de COVID-19 | Cancelada por la pandemia de COVID-19  | Cancelada por la pandemia de COVID-19   |
| 2021 | Osaka            | Cancelada por la pandemia de COVID-19 | Cancelada por la pandemia de COVID-19 | Cancelada por la pandemia de COVID-19  | Cancelada por la pandemia de COVID-19   |
| 2022 | Turín            | Shoma Uno                             | Mai Mihara                            | Riku Miura / Ryuichi Kihara            | Piper Gilles / Paul Poirier             |
| 2023 | Pekín            | Ilia Malinin                          | Kaori Sakamoto                        | Minerva Hase / Nikita Volodin          | Madison Chock / Evan Bates              |
| 2024 | Grenoble         | Ilia Malinin                          | Amber Glenn                           | Minerva Hase / Nikita Volodin          | Madison Chock / Evan Bates              |

## Máximos ganadores (individual)

### Hombres
Los patinadores con tres o más finales del Grand Prix son:
| Nombre                | Años con victorias | Total |
| --------------------- | ------------------ | ----- |
| Yevgueni Pliúshchenko | 1999-2004          | 4     |
| Yuzuru Hanyū          | 2013-16            | 4     |
| Nathan Chen           | 2017-19            | 3     |

### Mujeres
Las patinadoras con tres o más finales del Grand Prix son:
| Nombre          | Años con victorias | Total |
| --------------- | ------------------ | ----- |
| Irina Slútskaya | 1999-2004          | 4     |
| Mao Asada       | 2005-13            | 4     |
| Kim Yuna        | 2006-09            | 3     |